# دهستان مرازیق
مرازیق به عربی ( اَلمَرازیق )، نام دهستانی است در عزلهٔ (بنی قحطان العالیة) در ناحیهٔ (الأحقاف) در کنار تلماسه‌ها ربع‌الخالی، از توابع استان جوف در کشور یمن در شبه جزیره عربستان. همچنین مرزوقی یا ( مرزوقیان ) نام قبیلهٔ بزرگی در بادیه نجد است. شاخه‌ای از این قبیله در سدهٔ ده هم هجری قمری به سوی سواحل «بر فارس» کوچیده أند و از آن تاریخ مناطق گسترده‌ای از جنوب ایران و منطقهٔ شیبکوه هرمزگان تحت نفوذ داشته بودند أند. و مرکز حکمرانی آنان دهستان مغویه  از توابع بندر لنگه بوده‌است. هنوز کاخ فرمانروایان مرزوقیان در دهستان مغویه که شاهد برآن تاریخ است، پابرجا و استوار باقی مانده‌است.
دهستان مرازیق یکی از دهستان‌های آباد منطقهٔ أحقاف است، ودارای باغ‌های مرکبات و میوه جات می‌باشد.

## جمعیت
جمعیت این دهستانر حدود (۸۷۴) نفر (۲۱ خانوار) می‌باشد.

## روستاهای توابع
روستای توابع این دهستان به شرح زیر می‌باشد:
- روستای بنی احقاف الغربیة
- روستای احقاف الُسفلی
- روستای الَمرینی
- روستای الَمَرثد